# Afbouwhamer

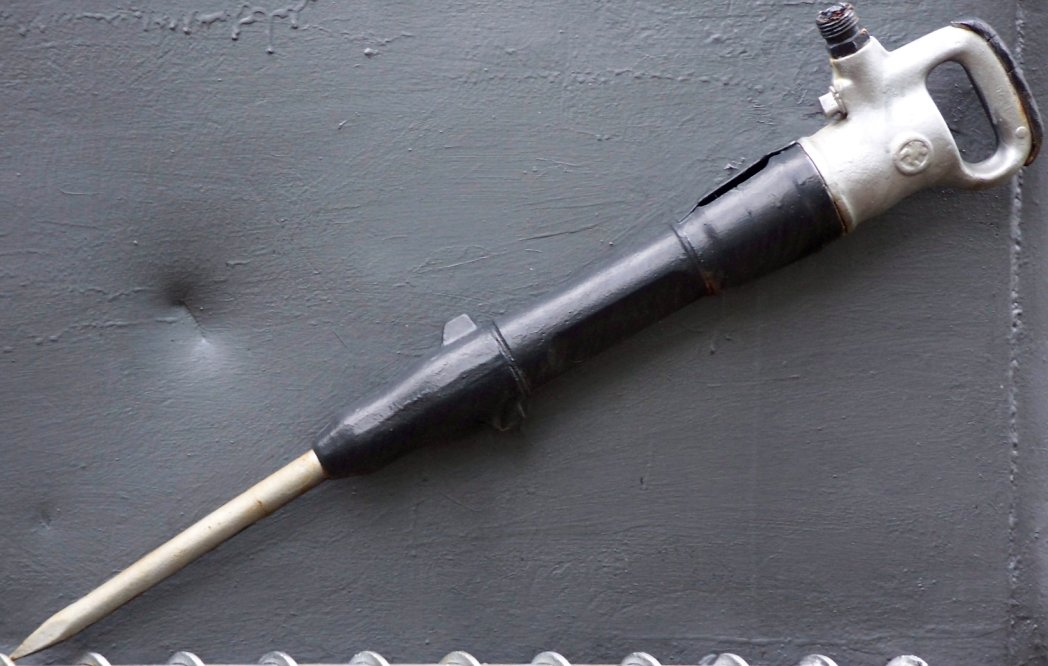
Pneumatische afbouwhamer voor de steenkoolwinning

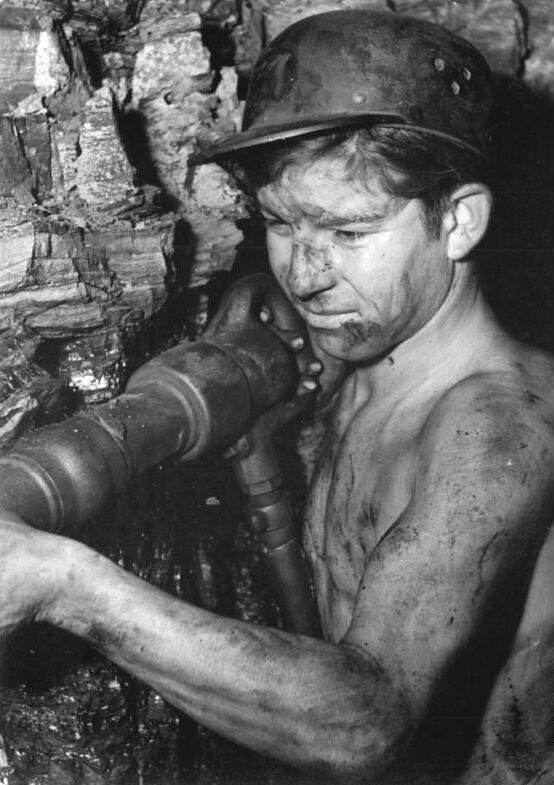
Het losmaken van de kool met behulp van een afbouwhamer

Een afbouwhamer is een speciaal voor de mijnbouw ontwikkelde pneumatisch aangedreven drilboor die voornamelijk gebruikt wordt voor losmaken van de kool in (hand)pijlers.
De voornaamste onderdelen van de afbouwhamer zijn: de cilinder, de zuiger, een luchtverdeelmechanisme en het handvat. Door middel van het luchtverdeelmechanisme  (membraanklep) in de hamer wordt de toevoer van perslucht zodanig geregeld, dat deze het ene moment vóór en het andere moment achter de zuiger drukt. Daardoor wordt de zuiger in snel tempo door de cilinder heen en weer bewogen. Op het einde van de neergaande beweging slaat de zuiger telkens op de boorpin, waardoor deze in de kool dringt. Het aantal slagen van een goede afbouwhamer bedraagt ongeveer 400 à 500 per minuut.
Later kwamen er ten behoeve van stofbestrijding sproeihamers. Deze afbouwhamers zijn voorzien van twee aansluitnippels, een voor lucht en een voor water. Het pijpje voor het water loopt buiten langs de hamer, het spuit hierbij in nevelvorm op de punt van de pin. Er zijn uitvoeringen waar de lucht- en watertoevoer afzonderlijk dan wel tegelijkertijd wordt bediend. De constructie kan zodanig zijn dat de afbouwhamer niet loopt als er geen water is.
In de mijnen van Nederlands Limburg werden afbouwhamers vanaf 1920 in gebruik genomen, bekende merken waren: Atlas, La Croix, Collinet en Hauhinco.